# Шекинский, Габиб-хан Сулейман-хан оглы
Габиб-хан Сулейман-хан оглы Шекинский (азерб. Həbib xan Süleyman xan oğlu Şəkinski; 1880, Шуша, Кавказское наместничество — 1956, Баку) — судебный пристав в Азербайджане времён царской России, глава Зангезурского уезда в Азербайджанской Демократической Республике.

## Биография

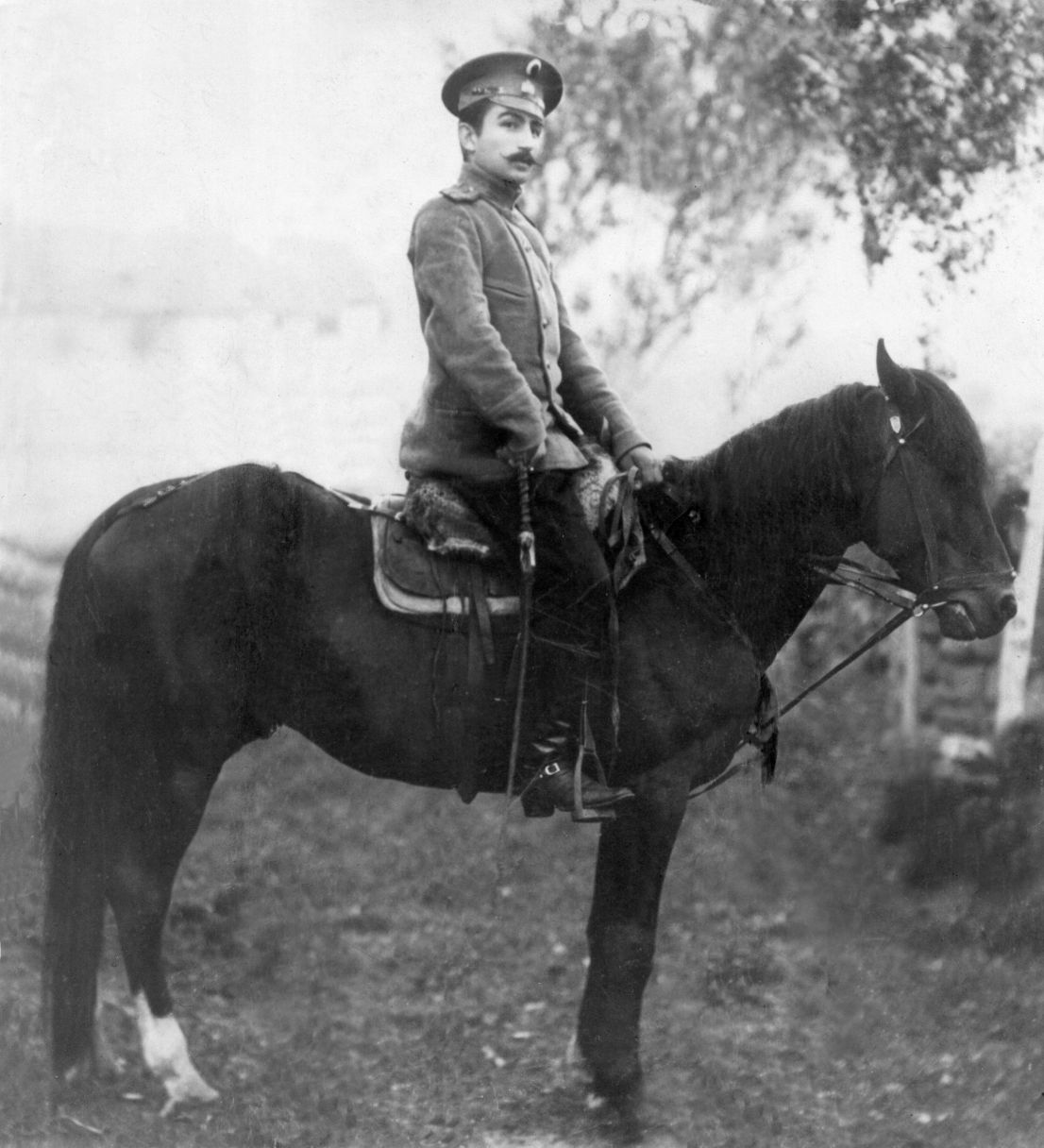
Габиб-хан Шекинский верхом

Габиб-хан Шекинский родился в городе Шуше в 1880 году. Начальное образование получил у муллы, затем окончил Шушинское реальное училище.
Во времена царской России работал судебным приставом в Дыгском сельском обществе Зангезурского уезда. Во времена Азербайджанской Демократической Республики в уезде сменилась власть. Некоторое время Габиб-хан Шекинский исполнял обязанности заместителя главы Зангезурского уезда на правах начальника.
Ему принадлежали сёла Акара, Мурадханлы, Новрузлар Зангезурского уезда.
Умер в 1956 году в Баку.

## Семья
Габиб-хан Шекинский — внук Селим-хана, хана шекинского, и Ибрагим Халил-хана, хана карабахского.
Габиб-хан Шекинский женился на Агджа-ханум Гаджиевой дочери знатного шушинца Мирзы Керим-бея Гаджиева и его супруги Гёвхар-ханум, двоюродной сестры азербайджанского писателя и драматурга Абдуррагим-бека Ахвердова. У них родился сын по имени Сулейман, дочери по имени Барат (впоследствии актриса, Народная артистка Азербайджанской ССР) и Сария.